# Katar az 1984. évi nyári olimpiai játékokon
Katar az egyesült államokbeli Los Angelesben megrendezett 1984. évi nyári olimpiai játékok egyik részt vevő nemzete volt. Az országot az olimpián 3 sportágban 24 sportoló képviselte, akik érmet nem szereztek. Katar első alkalommal vett részt az olimpiai játékokon.

## Atlétika
Férfi
| Versenyző                                                                 | Versenyszám     | Előfutam | Előfutam | Előfutam | Negyeddöntő | Negyeddöntő | Negyeddöntő | Elődöntő | Elődöntő | Elődöntő | Döntő         | Döntő         |
| Versenyző                                                                 | Versenyszám     | Idő      | Hely.    | Össz.    | Idő         | Hely.       | Össz.       | Idő      | Hely.    | Össz.    | Idő           | Helyezés      |
| ------------------------------------------------------------------------- | --------------- | -------- | -------- | -------- | ----------- | ----------- | ----------- | -------- | -------- | -------- | ------------- | ------------- |
| Faraj Saad Marzouk                                                        | 100 m           | 10,78    | 5.       | 53.      | kiesett     | kiesett     | kiesett     | kiesett  | kiesett  | kiesett  | kiesett       | kiesett       |
| Jamal Al-Abdullah                                                         | 200 m           | 21,10    | 4.       | 19.      | 21,44       | 7.          | 25.         | kiesett  | kiesett  | kiesett  | kiesett       | kiesett       |
| Ibrahim Al-Taher                                                          | Maraton         |          |          |          |             |             |             |          |          |          | nem ért célba | nem ért célba |
| Waheed Khamis Al-Salem Faraj Saad Marzouk Jamal Al-Abdullah Talal Mansour | 4 × 100 m váltó | 40,60    | 6.       | 15.      |             |             |             | 40,43    | 8.       | 14.      | kiesett       | kiesett       |

| Versenyző             | Versenyszám | 100 m | 100 m | Távolugrás | Távolugrás | Súlylökés | Súlylökés | Magasugrás | Magasugrás | 400 m | 400 m | 110 m gát | 110 m gát | Diszkoszvetés | Diszkoszvetés | Rúdugrás | Rúdugrás | Gerelyhajítás | Gerelyhajítás | 1500 m  | 1500 m | Végeredmény | Végeredmény |
| Versenyző             | Versenyszám | Idő   | Pont  | Eredmény   | Pont       | Eredmény  | Pont      | Eredmény   | Pont       | Idő   | Pont  | Idő       | Pont      | Eredmény      | Pont          | Eredmény | Pont     | Eredmény      | Pont          | Idő     | Pont   | Pont        | Helyezés    |
| --------------------- | ----------- | ----- | ----- | ---------- | ---------- | --------- | --------- | ---------- | ---------- | ----- | ----- | --------- | --------- | ------------- | ------------- | -------- | -------- | ------------- | ------------- | ------- | ------ | ----------- | ----------- |
| Mohamed Mansour Salah | Tízpróba    | 11,51 | 685   | 662 cm     | 740        | 11,54 m   | 568       | 188 cm     | 751        | 52,04 | 717   | 16,20     | 730       | 36,26 m       | 610           | 350 cm   | 672      | 45,02 m       | 564           | 4:35,64 | 552    | 6589        | 21.         |

## Labdarúgás

### Férfi
| Katari férfi labdarúgócsapat-játékoskeret                                                                                                  | Katari férfi labdarúgócsapat-játékoskeret                                                                                |
| --- | --- |
| - Adel Ahmed Malalla - Ali Al-Sadah - Ibrahim Ahmad - Faraj Al-Mass - Issa Al-Mohamedi - Khaled Salmaan - Mansoor Bakheet - Mubarak Al-Ali | - Mohamed Al-Ammari - Mohamed Deham Al-Sowaidi - Mubarak Al-Khater - Salem Mehaizaa - Sultan Waleed Jamaan - Younis Lari |

#### Eredmények
Csoportkör
A csoport
| Csapat              | M | Gy | D | V | Rg | Kg | Gk | P |
| ------------------- | - | -- | - | - | -- | -- | -- | - |
| Franciaország (FRA) | 3 | 1  | 2 | 0 | 5  | 4  | +1 | 4 |
| Chile (CHI)         | 3 | 1  | 2 | 0 | 2  | 1  | +1 | 4 |
| Norvégia (NOR)      | 3 | 1  | 1 | 1 | 3  | 2  | +1 | 3 |
| Katar (QAT)         | 3 | 0  | 1 | 2 | 2  | 5  | –3 | 1 |

| 1984. július 29. 19:30 |

| Franciaország (FRA)    | 2–2               | Katar (QAT)          |
| ---------------------- | ----------------- | -------------------- |
| Garande 43' Xuereb 61' | (1–0) Jegyzőkönyv | Al-Muhannadi 55' 60' |

| Navy-Marine Corps Memorial Stadium, Annapolis Nézőszám: 29 240 Játékvezető: Romualdo Arppi Filho (brazil) |

| 1984. július 31. 19:00 |

| Chile (CHI) | 1–0               | Katar (QAT) |
| ----------- | ----------------- | ----------- |
| Baeza 52'   | (0–0) Jegyzőkönyv |             |

| Navy-Marine Corps Memorial Stadium, Annapolis Nézőszám: 14 508 Játékvezető: Siles (Costa Rica-i) |

| 1984. augusztus 2. 19:00 |

| Katar (QAT) | 0–2               | Norvégia (NOR) |
| ----------- | ----------------- | -------------- |
|             | (0–1) Jegyzőkönyv | Vaadal 21' 52' |

| Harvard Stadium, Boston Nézőszám: 17 529 Játékvezető: Kalombo (malawi) |

| Csapat      | Helyezés |
| ----------- | -------- |
| Katar (QAT) | 13.      |

## Sportlövészet
Férfi
| Versenyző                 | Versenyszám          | Pont | Helyezés |
| ------------------------- | -------------------- | ---- | -------- |
| Said Al-Karbi             | Gyorstüzelő pisztoly | 571  | 42.      |
| Eid Fayroze               | Gyorstüzelő pisztoly | 557  | 49.      |
| Sulaiman Mohamed          | Sportpuska, fekvő    | 582  | 49.      |
| Jadaan Tarjam Al-Shammari | Sportpuska, fekvő    | 572  | 65.      |